# Ворницени Мари
Ворницени Мари (рум: Vornicenii Mari; мађ: Józseffalva) је четврто од пет села основаних од стране Секеља у Буковини. Село се налази у румунском делу Буковине у округу Сучава. Најближи већи град је Сучава (рум: Suceava).
Остала четири села су: Иштеншегитш (рум: Tibeni), Фогадјиштен (рум: Iacobeşti), Хадикфалва (рум: Dorneşti), и Андрашфалва (рум: Maneuţi).

## Историја настанка
Село је основано од стране Секеља 1785. године. Када је Франц Јозеф други, био да посети по други пут Буковину 1786. године, пролазио кроз ово село и када је видео у каквој беди живе сељани, наредио је да се направи потпуно нови план кућа и да се изграде нове уместо старих кућа који су били од земље и прућа. Такође је поклонио и обновио сточни фонд, пољопривредне алатке и још доста тога уложио у развој овог села.
Секељи су били импресионирани овим поступком и у његову част село прозвали Јожеффалва.

## Вера и култура
Црква је подигнута и освећена 1895. године. То је на свој трошак урадио Дружбацки (мађ: Druzsbáczky) сеоски душебрижник, наравно уз несебичну помоћ и рад мештана. Интересантно је напоменути да је у ову цркву Боковски Мартон (мађ: Bokowski Márton) први сеоски поп, донео и распеће направљено од кљова, вероватно мамута, из Молдавије где је пронађена приликом ископавања темеља за једну другу католичку цркву.
При цркви је постојао и надалеко чувени хор, који је учествовао на разним приредбама од којих је била најчувенија она из 1936. године на великом скупу у Марошвашархељу.
У самом месту је подигнута школа, што су Секељи посебно истицали, иницијативом и новчаним прилогом чувеног Мађарског писца и новинског издавача Јокаи Мора (мађ: Jókai Mór).

## Пожар
У Мају 1939. године је избио огроман пожар у селу. Изгорело је 118 кућа са све окућницама и скоро да ништа од личних ствари није спашено. Једино су школа и црква остале сачуване.
Немет Калман (мађ: Németh Kálmán) је покренуо кампању за обнову села. Наишао је на велики одјек чак су и из матице Секеља Ердеља послали огромну помоћ и већ почетком Новембра су саграђене 84 куће са окућницама и нови план је направљен да би се лакше могло одбранити од пожара.

## Број становника и проценат по већинским етничким групама
Приликом оснивања Јожеффалва је била 100% насељена Секељима, међутим током година дошло је до напуштања овог места од стране Секеља и мешања са околним становништвом. Известан број Секеља је напостило Јожеффалву још 1883. године, када су се одселили за Скореновац, Иваново (Србија) и Војловицу. А тренд се наставио током година између два светска рата, исељавањим у друге крајеве широм Мађарске, а неки су се вратили и у Ердељ.

## Галерија
| - Копја - Поглед на село са гробља - Споменик и копја на гробљу - Фреске на цткви - Црквени свод - Споменик „пет села” Секеља |